# Ekphantos
Ekphantos (sau Ekfantus, în greaca veche: Ἔκφαντος) a fost un filozof din Școala pitagoreică, care a trăit prin Siracuza secolului al IV-lea î.Hr., dar despre care nu se știe cu siguranță dacă e existat.
I se atribuie faptul că a fost unul dintre precursorii heliocentrismului.